# Chalfont St Peter
Chalfont St Peter är en ort och civil parish (Chalfont St. Peter) i Storbritannien.   Den ligger i kommunen Buckinghamshire och riksdelen England, i den södra delen av landet, 30 km väster om huvudstaden London. Chalfont St Peter ligger 66 meter över havet och antalet invånare är 20 059.
Terrängen runt Chalfont St Peter är platt. Runt Chalfont St Peter är det tätbefolkat, med 442 invånare per kvadratkilometer. Närmaste större samhälle är Slough, 11,4 km söder om Chalfont St Peter. I omgivningarna runt Chalfont St Peter växer i huvudsak blandskog.